# NBA Street Homecourt
NBA Street Homecourt est un jeu vidéo de sport sorti en 2007 sur PlayStation 3 et Xbox 360. Le jeu a été développé par EA Sports Big et édité par Electronic Arts.
NBA Street Homecourt est un jeu ou le joueur prend le contrôle de son équipe favorite qui est réduite au nombre de 3 joueurs, le temps d'un match de street basket. Seuls les meilleurs joueurs sont retenus pour chaque équipe.

## La série
- NBA Street
- NBA Street Vol. 2
- NBA Street V3